# 綠小鯷
綠小鯷（学名：Anchoa delicatissima）為輻鰭魚綱鲱形目鳀科的其中一種，分布於東太平洋區，從美國加州長堤至墨西哥加利福尼亞灣海域，棲息深度可達50公尺，本魚體延長，吻部約3/4眼徑，上頷長於下頷，體側具一銀色條紋，臀鰭軟條20-25條，體長可達8公分，喜群游，棲息在海灣或河口，以浮游生物為食，可作為食用魚。

## 擴展閱讀
維基物種上的相關：綠小鯷